# Lasiorhynchites olivaceus
Lasiorhynchites olivaceus – gatunek chrząszcza z rodziny tutkarzowatych. Zamieszkuje Europę. Postacie dorosłe żerują na liściach drzew liściastych, natomiast larwy rozwijają się w pędach dębów.

## Morfologia
Chrząszcz o ciele długości od 3,3 do 5,5 mm, w całości ubarwionym metalicznie ciemnoniebiesko lub niebieskozielono, z wierzchu porośniętym bardzo długim, stojącym, ciemnobrązowym, na pokrywach krzyżującym się owłosieniem.
Ryjek jest lekko zakrzywiony, krótszy od przedplecza, u samca krótszy niż u samicy. Czułki są smukłe, u samca umieszczone za środkiem, a u samicy trochę przed środkiem długości ryjka. Oczy są zaokrąglone, wyłupiaste, u samicy mniejsze niż u samca. Głowa za oczami jest wysklepiona, u samicy tak szeroka jak na wysokości oczów, u samca węższa. Tył głowy jest lekko przewężony.
Przedplecze jest mniej więcej tak szerokie jak długie, przedwierzchołkowo lekko przewężone, o bokach lekko zaokrąglonych, a powierzchni punktowanej przeciętnie mocno i gęsto, gęściej niż głowa. Pokrywy są około 1,6 raza dłuższe niż w barkach szerokie, boki mają niemal równoległe. Rzędy pokryw są wąskie, jednakowo aż po szczyt punktowane; dziewiąty z nich łączy się z dziesiątym w połowie długości pokrywy, a rząd przytarczkowy bywa słabo widoczny. Międzyrzędy są szerokie, płaskie, z pojedynczymi szeregami rzadko rozmieszczonych, głębokich punktów. Odnóża u samca mają po jednej ostrodze na wierzchołkach goleni, u samicy zaś ostroga jest pojedyncza tylko w parze przedniej, a pozostałe pary mają po dwie ostrogi.

## Ekologia i występowanie
Owad ten zasiedla lasy i zadrzewienia. Postacie dorosłe są aktywne od kwietnia do lipca. Są foliofagami żerującymi na drzewach liściastych, głównie na dębach, ale także na głogach, jarzębach i śliwie tarninie. Samice wygryzają jamki w jednorocznych gałązkach dębów i do nich składają jaja. Larwy rozwijają się wewnątrz pędów. Szczegóły ich biologii pozostają mało zbadane.
Gatunek palearktyczny. Znany jest z Hiszpanii, Wielkiej Brytanii, Francji, Niemiec, Austrii, Włoch, Danii, Polski, Czech, Słowacji, Węgier, Bułgarii, Słowenii, Chorwacji, Bośni i Hercegowiny oraz europejskiej części Rosji. Północna granica jego zasięgu przebiega przez południowe skraje Szwecji i Petersburg. Niemal w całym zasięgu jest owadem rzadkim. W Polsce jest bardzo rzadki, znany z nielicznych stanowisk w południowej części kraju; w 1950 znaleziony na pojedynczym stanowisku na Pobrzeżu Szczecińskim. Na „Czerwonej liście chrząszczy województwa śląskiego” umieszczony jest jako gatunek zagrożony najmniejszej troski (LC).